# Emil Heynen
Emil Heinrich Carl Heynen (* 18. Juni 1877 in Hamburg; † 22. April 1946 ebenda) war ein deutscher Architekt.

## Leben
Geboren und aufgewachsen in den Hamburger Gängevierteln, absolvierte Emil Heynen nach dem Besuch der Volksschule eine Maurerlehre und war anschließend bei verschiedenen Firmen als Maurergeselle tätig. Daneben besuchte er bis 1899 die Hamburger Baugewerkschule. Ab 1911 als selbstständiger Architekt in Hamburg tätig, plante Heynen hauptsächlich Wohnhäuser in den Hamburger Stadterweiterungsgebieten. Seit spätestens 1929 war er Mitglied im Bund Deutscher Architekten (BDA). Im Zweiten Weltkrieg arbeitete er als Schätzer für die Hamburger Feuerkasse und verstarb kurz nach Kriegsende in Hamburg. Emil Heynen ist auf dem Ohlsdorfer Friedhof begraben.

## Werk

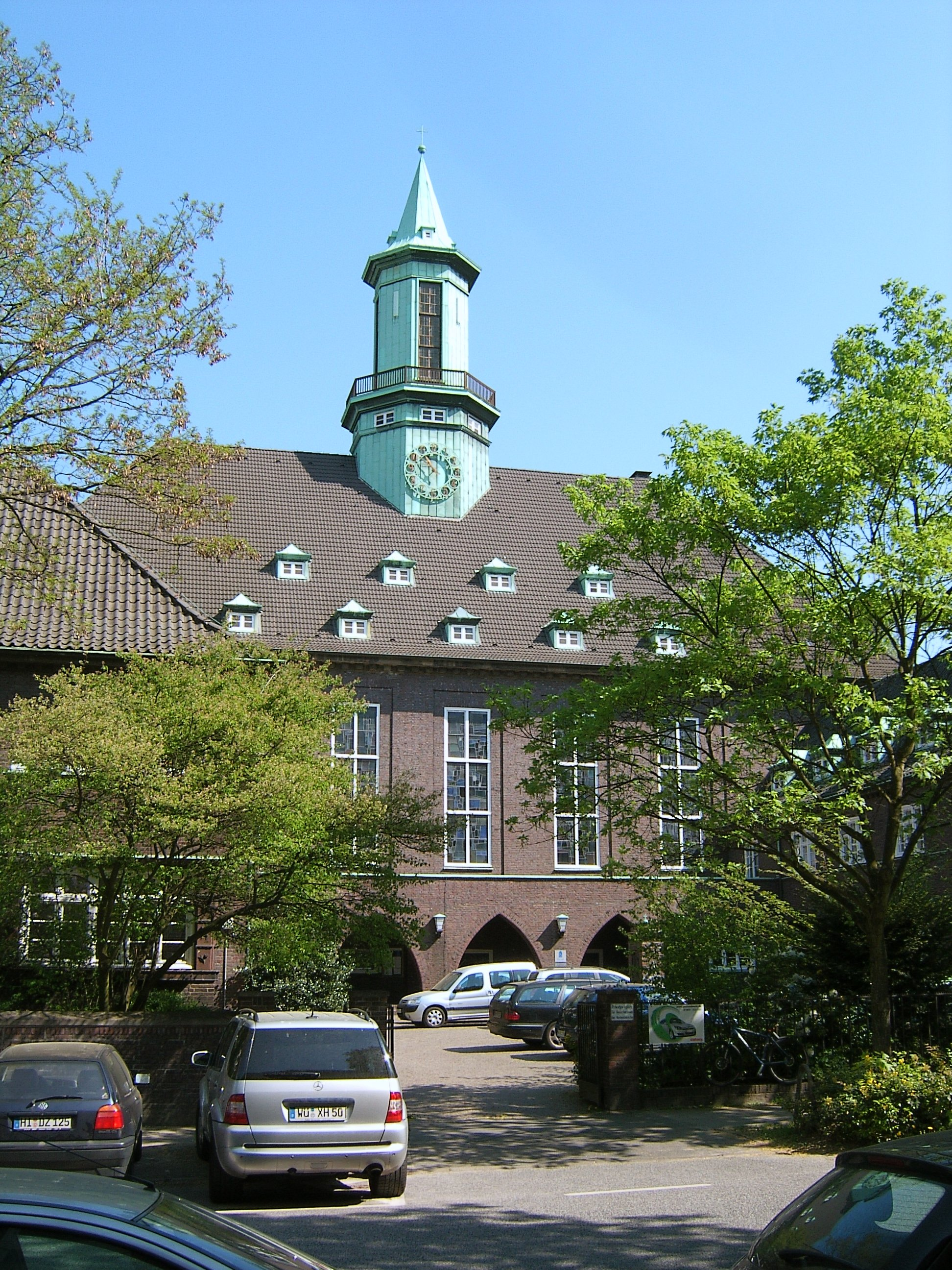
Heilandskirche am Winterhuder Weg

Während der Weimarer Republik trat Emil Heynen als Kirchenarchitekt hervor und entwarf zwei der bedeutendsten Hamburger Sakralbauten, die zwischen den beiden Weltkriegen errichtet wurden. 1926–1928 entstand nach seinen Plänen die Heilandskirche in Hamburg-Uhlenhorst. Mit ihrem mächtigen, ruhigen Steildach und den gotisierenden Strebebogenarkaden im Sockelbereich wirkt der quergelagerte Backsteinbau architektonisch noch konventionell, wenngleich er gängige Rezeptionsmuster des Kirchenbaus bereits verlassen hat. Die strenge Grundform der Kirche ist dezent expressionistisch überformt. Die Ausmalung stammte von Paul Perks, den Kruzifixus schuf Ludwig Kunstmann, den Brunnen auf dem Vorplatz Richard Kuöhl.
Annähernd zeitgleich wurde 1927–1929 die Bugenhagenkirche im Stadtteil Barmbek-Süd errichtet. Bei diesem Bau hat Heynen das tradierte Erscheinungsbild des Kirchenbaus bereits zugunsten einer modernen, großstädtischen Bauform verlassen.

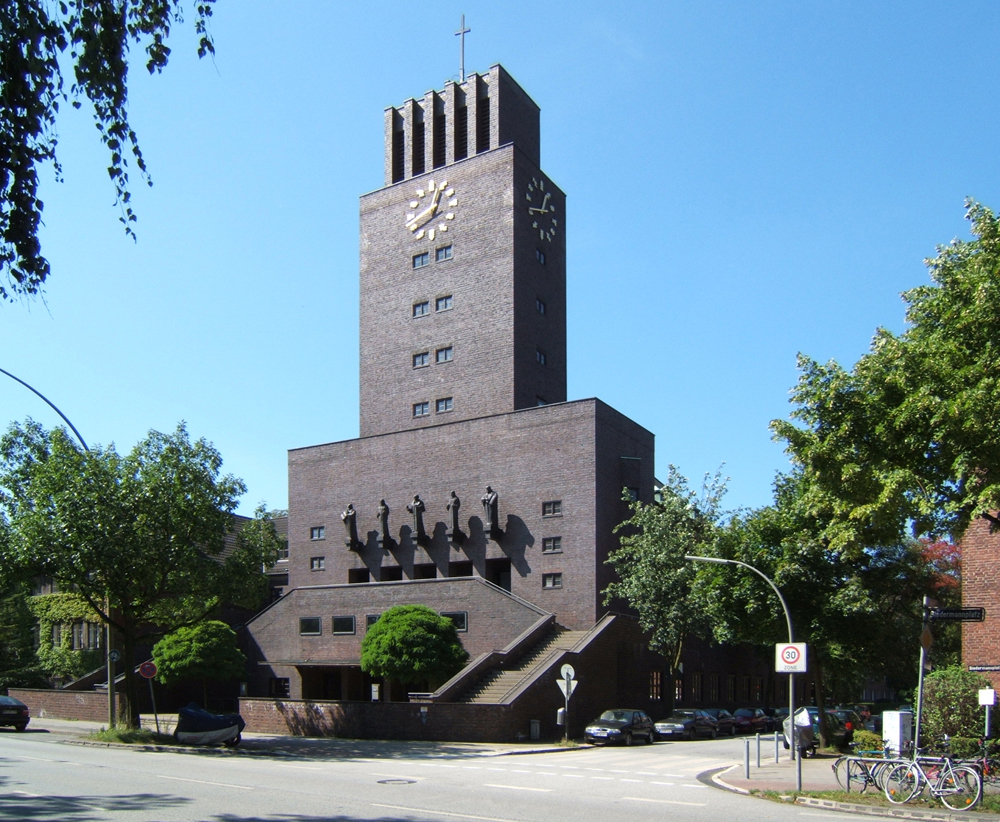
Bugenhagenkirche am Biedermannplatz

Mit der Stapelung von Gemeinderaum und Kirchensaal in zwei übereinander liegenden Ebenen verlieh Heynen dem Hamburger Kirchenbau einen wichtigen Impuls. Der daraus resultierende kompakte Baukörper ist neben der St.-Ansgar-Kirche in Hamburg-Langenhorn sowie den katholischen Kirchenbauten von Johann Kamps (im Büro Bensel, Kamps & Amsinck) einer der wichtigsten modernen Sakralbauten des Neuen Bauens in Hamburg.
Emil Heynens Kirchenbauten stellen einen bedeutenden Beitrag innerhalb der Hamburger Architektur der Weimarer Republik dar. Geprägt von städtebaulich gelenkten Stadterweiterungen unter dem Oberbaudirektor Fritz Schumacher sowie dem identitätsstiftenden Backstein als wichtigstem Fassadenmaterial, fügen sich die beiden Backsteinkirchen Heynens in den Architektur- und Materialkanon dieser Jahre ein.
Heynen wurde 1922 in die Hamburger Freimaurerloge „Zur Hanseatentreue“ aufgenommen.